# Příluka
Příluka település Csehországban, a Svitavyi járásban. Příluka Javorník, Leština, Chotovice, Makov, Suchá Lhota és Nové Hrady településekkel határos. Lakosainak száma 173 fő (2024. január 1.).

## Népesség
A település lakosságának változását az alábbi diagram mutatja:
| Lakosok száma | 340  | 319  | 332  | 223  | 195  | 179  | 168  | 168  | 158  | 173  |
|               | 1869 | 1900 | 1921 | 1961 | 1980 | 2011 | 2016 | 2019 | 2021 | 2024 |